# Bawku West
Bawku West är ett distrikt i Ghana.   Det ligger i regionen Övre östra regionen, i den norra delen av landet, 600 km norr om huvudstaden Accra. Antalet invånare är 80 000. Arean är 979 kvadratkilometer.
Terrängen i Bawku West är platt.